# Mau
Mau (hindi मऊ, urdú مئو maū), antigament Maunath Bhanjan o Mau Nath Bhanjan (Hindi: मऊनाथ भंजन, Urdú: امئو نات بنجن), és una ciutat i municipi d'Uttar Pradesh, capital del districte de Mau, situada a 90 km de Varanasi a la vora del Ghaghra (Saryu) i a la riba del Tamasa o Tons. Mau derivaria del turc "mau" que vol dir "quarter" (hindi padav o chavani). Al cens del 2001 consta amb una població de 210.071 habitants. La població el 1901 era de 17.696 habitants.

## Història
Va rebre els favors de Sher Shah Suri, i després de la caiguda de la seva dinastia fou visitada per Akbar sota el que fou capçalera d'un mahal o pargana. Sota Shah Jahan fou cedida per aquest a la seva filla Jahanara Begum que hi va construir un serrall. Es diu que en aquest temps tenia 360 mesquites. Quan s'hi va construir un camp militar mogols, nombrosos treballadors afganesos i turcs s'hi van establir. Quan va passar als britànics el 1856 estava en mans com a jagir d'una begum 'd'Oudh però havia entrat en forta decadència. Fou part del districte d'Azamgarh. Part de la població eren julahes, i sagnants disturbis interreligiosos van tenir lloc el 1893. Fou administrada sota l'acta XX de 1856 i no fou municipalitat fins al segle xx. El 19 de novembre de 1988 va ser declarada capital del nou districte de Mau.